# Brian Hopper
Brian Hopper (Whitstable, 3 gennaio 1943) è un chitarrista, cantante, sassofonista e compositore inglese.
È stato uno dei fondatori nel 1964 dei Wilde Flowers, gruppo pioniere della corrente del rock progressivo nota come scena di Canterbury, e fratello maggiore di Hugh Hopper, che è stato membro dei Soft Machine e musicista di statura internazionale.

## Biografia

### Gli inizi
Nasce il 3 gennaio del 1943 a Whitstable, Kent, una località balneare del sud-est dell'Inghilterra a pochi chilometri da Canterbury dove, a metà degli anni cinquanta, frequenta la locale Langton School. Qui conosce Mike Ratledge, suo compagno di classe, e Robert Wyatt, compagno di classe del fratello Hugh, con i quali scopre di avere in comune la passione per la musica.
Nel 1962 i quattro effettuano le prime registrazioni di quello che sarà il primo nucleo dei futuri Wilde Flowers. Brian suona la chitarra. il sax e canta, Wyatt alla chitarra, voce e batteria, il fratello Hugh al basso e Ratledge al piano. La loro musica risente delle influenze del beat e del jazz, nonché della psichedelia e del dadaismo, influenze queste ultime portate nel gruppo dall'anticonformista chitarrista australiano Daevid Allen durante il suo soggiorno a Canterbury tra il 1960 ed il 1961.
L'attività musicale procede a tratti, viste la parentesi di Hugh e Wyatt nel Daevid Allen Trio, ed i frequenti soggiorni di questi in Spagna.

### I Wilde Flowers
Nel 1964 i due fratelli Hopper formano con il quindicenne chitarrista Richard Sinclair i Wilde Flowers, A fine estate rientrano dalla Spagna e si uniscono a loro Wyatt ed il cantante Kevin Ayers, un altro amico di Canterbury, che suggerisce il nome Wilde Flowers in onore del poeta irlandese Oscar Wilde.
Con questo nuovo nome la prima formazione della band vede Hugh Hopper al basso, Richard Sinclair alla chitarra ritmica e controcanto, Brian Hopper alla chitarra, sax e controcanto, Wyatt alla batteria, percussioni e controcanto, e Kevin Ayers cantante. I Wilde tengono il loro primo concerto alla fine del 1964. La maggior parte dei brani è firmata da Hugh.
Negli anni che seguono Brian sarà sempre presente, mentre si alterneranno nella formazione diversi musicisti: Richard Coughlan alla batteria, Dave Sinclair alle tastiere, Pye Hastings alla chitarra e voce, Dave Lawrence al basso e voce e il cantante Graham Flight. Sarà anche l'anima organizzativa, visto che è il più vecchio ed ha un lavoro che gli permette di finanziare l'attività, ha inoltre la patente e un'auto con la quale porta in giro il gruppo e la strumentazione.
Nel maggio del 1966 Ayers, Wyatt e Ratledge lasciano la band e formano con Daevid Allen i Mister Head che ad agosto prendono il nome Soft Machine. Questo nuovo gruppo, che riscuoterà un grande successo, sarà il capostipite del filone fusion-sperimentale del sound di Canterbury.
Nel 1968 Coughlan, i due Sinclair e Hasting lasciano il gruppo per formare i Caravan, gruppo che rappresenta invece il progenitore del filone melodico del Canterbury rock.
Dissanguato dalle tante defezioni di prestigio il gruppo sopravvive un anno e l'ultimo atto è la riunione del 6 agosto 1969 che vede Wyatt, Ratledge, Hastings e i due Hopper registrare 4 brani ai Regent Sound Studios di Londra, i Wilde chiudono la carriera senza essere riusciti a pubblicare nessun disco.

### Dopo i Wilde Flowers
Nel 1969 Brian Hopper era intanto entrato come ospite nella formazione del secondo album dei Soft machine: Volume Two, ed il suo ingresso unitamente a quello del fratello Hugh, che sostituisce Ayers al basso, contribuiscono alla svolta "jazz" della band, fino a quel momento maggiormente votata all'espressione psichedelica e dadaista. L'opera ha un grande successo e viene salutata come la prima vera fusione di rock, dadaismo, psichedelia, jazz e avanguardia mai realizzata da alcun musicista.
Lascia i Soft e sempre nel 1969 forma gli Zobe con Dave Lawrence al basso, il fratello John Lawrence alla chitarra e Bob Gilleson alla batteria. Eseguono una versione tendente al folk della musica dei Wilde Flowers e nei tre anni di attività vedono diversi cambiamenti nella formazione. Si scioglieranno nel 1971, anch'essi senza esser riusciti a pubblicare niente, a seguito della morte del loro batterista Ron Huie.
Parallelamente agli Zobe Brian forma i Beggars Farm alla fine del 1969 con John Lawrence (chitarra), Dave Smith (batteria), John Tilley (voce e flauto) e Dave Holman (basso). Questa band riesce a pubblicare un LP a tiratura limitata, ma a sua volta si scioglie dopo la morte di Tilley nel 1970, avvenuta in un incidente d'auto al ritorno da un concerto.

### Abbandono dalla scena musicale e ritorno
Segnato dalla morte dei due musicisti e poco convinto delle sue capacità artistiche, Brian Hopper lascia la musica e si concentra sul lavoro, che nel corso dei successivi 20 anni lo porta spesso all'estero.
Negli anni novanta i viaggi diminuiscono e ritorna a concentrarsi sulla musica, con l'aiuto delle nuove tecnologie riprende a registrare e a comporre materiale.
Nel 1994 rispolvera dal suo archivio musicale i vecchi pezzi dei Wilde Flowers e alcuni degli Zobe, trova la casa editrice Voiceprint Records disposta a pubblicarli ed è così che finalmente esce l'attesissimo The Wilde Flowers, contenente 18 brani della band e 4 degli Zobe. Le prime 2 000 copie del disco escono corredate da un libretto di memorie di Brian Hopper intitolato Tales Of Canterbury: The Wilde Flowers Story.
Sempre dal suo archivio e sempre dalla Voiceprint vengono pubblicate tra il 1998 ed il 1999 quattro compilation degli artisti della scena di Canterbury:
- Canterburied Sounds - Volume 1 (novembre 1998, Voiceprint 11)
- Canterburied Sounds - Volume 2 (giugno 1999, Voiceprint 202)
- Canterburied Sounds - Volume 3 (giugno 1999, Voiceprint 203)
- Canterburied Sounds - Volume 4 (novembre 1999, Voiceprint 204)

Tra i vari brani sono da segnalare 3 inediti dei Wilde Flowers e buona parte delle preistoriche registrazioni di Canterbury dal 1962 in poi.
Intanto la preparazione di materiale nuovo prosegue e sfocia nella collaborazione con il musicista Robert Fenner, come duo registrano tra il 1996 ed il 2000 l'album Virtuality che viene pubblicato dalla Voiceprint nel 2001. L'album combina il jazz con la musica etnica e quella ambient.

### L'ultimo periodo
Negli ultimi anni Brian è coinvolto in diversi progetti musicali, uno di questi è Happy Accident, un gruppo che rivisita il sound di Canterbury in chiave jazz, a capo del quale vi è un vecchio cantante dei Wilde, Graham Flight.
Nel 2005 esce il suo primo lavoro da solista, If Ever I Am, in cui suona da solo il sax, il basso, le tastiere ed il sintetizzatore, e dove in alcuni brani collaborano Wyatt (voce, cornetta e tromba), Flight (tastiere), il fratello Hugh al basso, Frances Knight (piano), Ansy Boothroyd (voce) e Fenner (chitarra).
Nel 2006 esce Just Desserts, il secondo in duo con Fenner, nel quale le basi ritmiche della musica etnica sono preponderanti rispetto alla parte ambient e sfociano spesso nel funky.
Nel 2007 viene pubblicato il DVD Masters of the Balloonafon degli Happy Accidents nella cui formazione troviamo Brian Hopper e negli ospiti Wyatt.
Un altro dei progetti in cui Brian è attualmente coinvolto sono i Jazzmatazz con i quali ha tenuto dei concerti.

## Discografia

### Da solista
- 2005 If Ever I Am, Voiceprint Records (VP338CD)

### Con i Wilde Flowers e gli Zobe
- 1994 The Wilde Flowers, Voiceprint Records (VP123CD)

### Con i Beggars Farm
- 1997 Brian Hopper With Beggars Farm, Voiceprint Records (VP145CD)

### Con Robert Fenner
- 2001 Virtuality, Voiceprint Records (VP228CD)
- 2006 Just Desserts, Burning Shed (HF001CD)

## Filmografia
- 2015 – Romantic Warriors III: Canterbury Tales